# Requiem pour une canaille
Pour plus de détails, voir Fiche technique et Distribution.
Requiem pour une canaille (Qualcuno ha tradito) est un poliziottesco franco-italien réalisé par Francesco Prosperi et sorti en 1967.

## Synopsis
Un cambrioleur de coffres-forts qui est engagé par son commanditaire pour être salarier.

## Fiche technique
Sauf indication contraire, les informations mentionnées dans cette section peuvent être confirmées par la base de données cinématographiques IMDb,  présente dans la section « Liens externes ».
- Titre français : Requiem pour une canaille[1]
- Titre original : Qualcuno ha tradito[2]
- Réalisation : Francesco Prosperi (sous le nom de « Franco Prosperi »)
- Scénario : Francesco Prosperi, Giovanni Simonelli (it), Dario Argento, Raimondo Del Balzo
- Photographie : Sante Achilli
- Montage : Ruggero Mastroianni
- Musique : Piero Piccioni
- Décors : Dario Micheli (it)
- Costumes : Dario Micheli
- Trucages : Nilo Jacoponi
- Production : Francesco Thellung
- Sociétés de production : Tiki Film, Greenwich Film Productions
- Pays de production :  Italie -  France
- Langue de tournage : italien
- Format : Couleur (Eastmancolor)
- Durée : 98 minutes (1h28)[2]
- Genre : Poliziottesco
- Dates de sortie :
  - Italie : 8 septembre 1967
  - France : 14 août 1968[1]
- Classification :
  - Italie : Interdit aux moins de 14 ans[2]
- Affiche : Jean Mascii (France)

## Distribution
- Robert Webber : Tony Costa
- Elsa Martinelli : Laureen
- Jean Servais : Roy
- Marina Berti : Ann
- Franco Giornelli : Coco Hermann
- Pierre Zimmer : Gabriel Blondell
- Ennio Balbo : Robin
- Emilio Messina : Willy
- Umberto Raho : Le trafiquant de morphine
- Pierre Marty
- Giovanni Ivan Scratuglia : Un policier